# المدينة (فلم)
المدينة  فيلم دراما مصري - فرنسي مشترك للمخرج يسري نصر الله عام 2000  شارك في كتابة السيناريو كلير دينيس وناصر عبد الرحمن  والمخرج نصر الله. الفيلم من بطولة عبلة كامل، أحمد فؤاد سليم، باسم سمرة، وبسمة، في ظهورها الأول على الشاشة، وعمرو سعد، وأحمد عزمي. تدور الأحداث حول الشاب علي المتخرج من كلية التجارة حديثاً ويهوى التمثيل ويعمل كاتب في جمعية استهلاكية، وهو أيضا عضو في فرقة مسرحية مغمورة. يقرر السفر مع الفرقة إلى فرنسا ويتخلف هناك ويشارك في مباريات ملاكمة مزورة. تتدهور حالته ويعود إلى مصر محاولاً التصالح مع حياته في مدينته.
صدر الفيلم إلى دور العرض المصرية في 15 نوفمبر 2000.
سويسرا: أغسطس 1999 (مهرجان لوكارنو السينمائي)
الولايات المتحدة الأمريكية: أكتوبر 1999 (مهرجان شيكاغو السينمائي الدولي)
سويسرا: 6 أبريل 2000 (المنطقة الناطقة باللغة الألمانية)
فرنسا: 5 يوليو 2000
اليابان: 26 أغسطس 2000 (مهرجان هاجي الدولي لفنون السينما)
كندا: 9 سبتمبر 2000 (مهرجان تورونتو السينمائي الدولي)
سويسرا: 25 أكتوبر 2000 (المنطقة الناطقة بالفرنسية)
ألمانيا: 30 أغسطس 2001
حاز الفيلم على جائزة أيام مهرجان قرطاج السينمائية.
منح موقع قاعدة بيانات الأفلام على الإنترنت (IMDB) الفيلم درجة 6.6/ 10.
منح موقع قاعدة بيانات الأفلام العربية "السينما.كوم" الفيلم درجة 7.7/ 10.

## طاقم التمثيل
عبلة كامل: في دور بنورة
أحمد فؤاد سليم: في دور عطا عوضين (زوج بنورة)
باسم سمرة: في دور علي عطا عوضين (خريج كلية التجارة)
بسمة: في دور نادية (حبيبة علي)
عمرو سعد: في دور أسامة (صديق علي المقرب)
رشدي زيم: في دور رشدي (صديق ومدير أعمال علي في فرنسا)
أحمد عزمي: في دور ياسر (صديق علي وشقيق نادية)
سري النجار: في دور فوكس (صاحب صالون الحلاقة "الحياة صعب")
محمد نجاتي: في دور عيد (صديق علي)
سيف عبد الرحمن: في دور الممثل بطل الفرقة المسرحية
عطية عويس: في دور شلبي عبد السميع (ممثل المسرح المسن)
زكي فطين عبد الوهاب: في دور المخرج السينمائي
راندا البيشاني: في دور فتحية (عاهرة)
حسن العدل: في دور عامل في المسرح
مسعود حاطو: في دور فراس (الفلسطيني صديق علي في فرنسا)
إينيس دو ميدروس: في دور آنييس (الممرضة الفرنسية)
منحة البطراوي: في دور صاحبة الفندق
لورانس جوتيل: في دور فاطيما
سيد إبراهيم: في دور الشرقاوي
بالاشتراك مع: آية سليمان – ثريا بغدادي (ثريا خوري) – أشرف سرحان – أحمد القيعي – محمد سيد محمد – ولاء شريف – يسرا 
بالاشتراك مع الممثلين الفرنسيين: تيبو دو مونتالمبير – فردكلوز – ستيفان هافنر – فابريس فورناسياري – رينيه أكوافيفا – آرنو فيار – أوريليا ألكايس – أليس توران – سيلفي فان دين ايلسن – شارلي – ستيفان ايلبوم – سيجفريد – ديديه برنجار

## أحداث الفيلم
يبدأ الفيلم ببعض أسطر من قصيدة الشاعر اليوناني الذي عاش في الإسكندرية قسطنطين كافافيس تقول: "لن تجد بلدانا ولا بحورا أخرى. ستلاحقك المدينة وستهيم في هذه الأحياء بعينها. وفي البيوت ذاتها سيدب الشيب إلى رأسك. ستصل على الدوام إلى هذه المدينة. لا تأمل في بقاع أخرى. ما من سفين من أجلك، وما من سبيل. وما دمت قد خربت حياتك هنا، في هذا الركن الصغير، فهي خراب أينما كنت"، ثم يأتي صوت علي عطا عوضين (باسم سمرة) يتحدث عن سوق الخضار في حي روض الفرج والخوف من الوحدة ورغبته في التصالح مع حياته. علي شاب حديث التخرج من كلية التجارة ويهوى التمثيل ويحلم بالسفر للخارج ويعمل في جزارة تابعة لجمعية تعاونية. يذهب لمخرج (زكي فطين عبد الوهاب) سمع أنه يحضر لفيلمه الجديد وهناك يسخر منه المخرج ويستخف به. يقف في الشارع مع صديقه أسامة (عمرو سعد) يسأل المارة إذا كان أحدهم يرغب في التمثيل. يشترك ليلاً مع فرقة مسرحية مغمورة حيث عم شلبي عبد السميع (عطية عويس) يتحسر على أيام عمله في المسرح القومي، ويعده عامل المسرح (حسن العدل) بسفرة مع فرقة مسرحية للخارج، وعلى المسرح يظهر بطل المسرحية (سيف عبد الرحمن) وفي الكواليس يتوعده بالطرد إذا خرج عن النص المسرحي. يتمرن على التمثيل والملاكمة في بيته بينما نسأله والدته بنورة (عبلة كامل) عن أحواله. يراقب على جاره ياسر (أحمد عزمي) وشقيقة نادية (بسمة) تصرخ، ويسأله على عن أحوال نادية بينما فوكس (سري النجار) صاحب صالون "الحياة صعب" يعد طبلته للأداء مع فرقة غناء شعبي كان علي من أعضائها ولكنه على أهبة السفر إلى فرنسا. تبدأ الحكومة في إخلاء "سوق الخضار" بروض الفرج وتلقي بقنابل مسيلة للدموع لوجود بعض الباعة يرفضون الرحيل ومنهم عطا عوضين (أحمد فؤاد سليم) والد علي الذي يطلب من ابنه 20 جنيه ليقدمهم، بعد مغادرة علي، لفتاة ترفض المبلغ وتطلب المزيد. تقيم نادية وليمة يحضرها علي وتعاتبه الشابة على سفره خارج البلاد مع فرقة التمثيل، ويدق الباب صديقهم عيد (محمد نجاتي) الذي يعاتب ياسر على مجالسة شقيقته لصديقهم علي. يصارح علي الممثل المسن، عم شلبي الذي منعه الطبيب من السفر مع الفرقة، بنيته في السفر بلا عودة لخوفه الشديد من أن يصبح يوماً من الأيام مثله. يلتقي علي بفتحية (راندا البيشاني) ويعاشرها ثم يذهب للفندق الرخيص، حيث يقيم بعد هجره بيت أسرته، ليعد حقيبة سفره بينما تحذره صاحبة الفندق (منحة البطراوي) من اصطحاب نساء إلى الفندق.
بعد مرور عامين يصبح علي ملاكماً في فرنسا ويتسلم من شريكه رشدي (رشدي زيم)، العربي الذي لا يتحدث سوى الفرنسية، تصريح إقامة في فرنسا مزور ويتفق معه على مباريات ملاكمة دخلها يقسم مناصفة بينهم. يعلن علي لصديقه الفلسطيني فراس (مسعود حاطو) أنه لن يستمر في مباريات الملاكمة المزورة فهو ممثل وليس ملاكم، وكان قد حول إلى أسرته في مصر عن طريق رشدي مبلغ 100 ألف جنيه. تحدث مشاكل بين رشدي وفرانسيس، متعهد تشغيل العرب سراً، الذي يرسل رجاله في أعقاب رشدي ويلقونه درساً قاسياً. يضطر رشدي للاستيلاء على جواز سفر علي ويستخدمه في المطار وينجح في ذلك. ينهار علي عند اكتشاف سرقة جواز سفره واختفاء رشدي، يردد بعض أبيات من شعر قسطنطين كافافيس، يقرر لعب مباراة ملاكمة أخيرة. أثناء المباراة يحذره منظم اللقاء من الاندماج وترك إشاراته التي تعني متى يضرب ومتى يترك منافسه يضربه. يتلقى علي هزيمة كبيرة ويخرج يترنح بصحبة فراس، ويرسل منظم اللقاء في أثره من يصدمه بالسيارة. في المستشفى يستولي فراس على ماله بعد أن تابع حالته السيئة وظن أنه سيموت، ولكن الممرضة الفرنسية آنييس (إينيس دو ميدروس) تسمع قصته من فراس وتعرف ما كان من معاناته واحباطاته وتندفع تضغط على قلبه وتنفخ بأنفاسها في صدره لتعيده للحياة. ويفقد على الذاكرة، ثم يرحل إلى مصر، تعود الذاكرة له شيئا فشيئا، تجعله التجربة القاسية التي عاشها في فرنسا قادرا على الرجوع إلى أهله ومواجهة نفسه ومشاكله وليحقق ما كان يحلم به ... التمثيل.

## استقبال الفيلم
نشرت مجلة "سيدتي" في 18 مايو 2022 بقلم عمرو رضا الذي ذكر أن فيلم "المدينة" هو عمل يسري نصر الله الأشهر وأن بطله المفضل هو باسم سمرة. وأكدت ذلك إيمان محمد على موقع الجزيرة في 30 أغسطس 2022 حيث ذكرت: "قدم دور البطولة المطلقة بفيلم "المدينة" في عام 2000، والذي جسد خلاله حياة الشباب المصري الذي يحلم بالهجرة إلى الغرب، ويعاني من مشكلات اختلاف المجتمع. قدم المخرج المصري صديقه في هذا العمل الذي لفت أنظار الجميع إليه؛ فبجانب توظيفه لإمكانياته التمثيلية، نجح نصر الله في استغلال الأصالة الواضحة في ملامح سمرة صاحب الوجه المصري التي يشبه وجوه أبناء الطبقة الكادحة بكل تفاصيلها."
كتب هوزان عكو في جريدة الفنون العدد 55 وأيضا على موقع أكاديمية الفنون في 4 نوفمبر 2009: "في المدينة يجتاز يسري نصرالله معمعة الفوضى باستياء وسخط يقذفه في وجه المدينة التي يحب بعد ان صارت حاوية تضم بين جنباتها اسباب فشل الشباب الطموح يرصدها بخبرة السياسي الواعي ويظهرها علي صورتها الخانقة يقدم نصرالله سخطه عبر حكاية واحدة للشخصية الرئيسية كما سيفعل في باب الشمس ويبتعد قليلا ربما يفعل تقنية الديجيتال عن الخفة والسرعة التي صبغت فيلم مرسيدس ويبتعد أكثر عن أسلوب يوسف شاهين الذي لم يغامر كثيرا بالديجيتال قال نصرالله في لقاء له حول استخدامه الديجيتال "في الحقيقة كنت مفلسا وتقنية الديجيتال كانت منفذا لي لاكون حرا فلو وجدت نجما بدل بأسم سمرة ولو ان البطل هاجر إلى دبي مثلا بدلا من فرنسا لكان هناك احتمال هجمة تمويل لكن عندها لن يكون الفيلم هو الفيلم الذي ارغب في ان اقدمه انا اريد ان اكون حرا في اختياري."
كتبت إخلاص عبد الحميد على موقع بلدنا اليوم في 7 سبتمبر 2022: "إعتزل باسم سمرة الفن خمس سنوات عن الساحة الفنية، ثم عاد مرة أخرى لبطولة فيلم "المدينة" والذي تم عرضه عام 2000، وكان للمخرج يسري نصر الله، فحقق ذلك الفيلم نجاحًا واسعًا حصد من خلاله جائزة أيام مهرجان قرطاج السينمائية"، وأكد نفس المعلومات موقع الفجر.
كتب محمد سلطان محمود على موقع "في الفن" بتاريخ 11 أغسطس 2022: "أشار نصر الله إلى أن الكاتب إدوارد سعيد كتب مقالا عن فيلم "المدينة" في جريدة الأهرام ويكلي وصف فيها باسم سمرة بـ "المصري قاسي الملامح"، وأكد أن تقييم الممثلين بحسب ملامحهم به نوع من التنميط: "عمري ما بحط نفسي في موقع تقييم الجمال، أنا شغلتي أطلع أحلى ما فيهم، إنتي عايزة تترجمي ده لأنوثة وذكورة يبقى عندك مشكلة."
كتب الدكتور علاء الحمارنة (أستاذ مساعد في مركز أبحاث العالم العربي، قسم الجغرافيا في جامعة ماينتس الألمانية) على موقع قنطرة: "يدفع يسري نصرالله في فيلمه بصاحب الدور الأهم لفقدان هويته: إذ يعاني الآخير من فقدان ذاكرته في باريس، حيث يفقد أيضاً كل أوراقه الثبوتية. ولا يسترجع هذا ذاكرته إلا حين يعود إلى مصر. يرمز فقدانه التام لذاكرته لفقدانه ماضيه وحاضره وهويته في آن معاً. يُخيّر المهاجر بين بقائه في فرنسا باعتباره "لا أحد" أو بالعودة إلى وطنه ليجد نفسه ثانيةً. هذا الموقف السلبي للغاية من الهجرة، يعود لفهمٍ محددٍ للحرية ولتحقيق الذات، ويتجلى في جملة "باريس مثل القاهرة تماماً"، إنها ليست مسألة جغرافيا ولا إقتصاد، بل أنها قضية شخصية محضة، ولكن الممثل يتابع قائلاً: "لكن الناس هنا (في باريس) يستطيعون التعبير عن آرائهم بحرية، يتظاهرون بلا خوف من أن يتعرضوا للضرب". هل من الممكن أن يلعب غياب الحرية الشخصية والجمعية دوراً مهماً في اتخاذ قرار الهجرة؟ وهذا ليس في القاهرة فقط."
تحدث المخرج يسري نصر الله في حوار تلفزيوني ببرنامج "التاسعة"، عبر القناة الأولى المصرية عن مشاركة فيلم "المدينة" في مهرجان الإسكندرية وأفاد أن رسالة الفيلم تقول: "أنت لك قيمة"، أرفض التحكم بك، أرفض أنك لا شيء، وأنك ممنوع من الحلم. شرح علاقة علي بوالده في الفيلم ورغبة كل منهم في فرض رأيه على الآخر، وأن فقدان الذاكرة تجعله يبدأ في أختيار الناس ومصالحة بيئته والتفاهم بينه وبين والده.

## وصلات خارجية
- مقالات تستعمل روابط فنية بلا صلة مع ويكي بيانات
- المدينة على موقع الدهليز
- المدينة على موقع كاروهات